# Эрлих, Арон Исаевич
Арон Исаевич Эрлих (1896—1963, Москва) — советский журналист, писатель и сценарист.

## Биография
Родился в г. Ставрополе. Участник революционных событий в начале XX века.
Сотрудник ЛИТО Наркомпроса, газеты «Гудок». В «Гудке» работал бок о бок с будущими выдающимися писателями И. Ильфом, Ю. Олешей, В. Катаевым, Л. Славиным и др. В 1922 году помог молодому и неустроенному начинающему писателю Михаилу Булгакову получить работу в «Гудке». Позднее М. Булгаков тепло запечатлел Эрлиха в автобиографической повести «Тайному другу» под именем Абрама:

На одной из моих абсолютно уж фантастических должностей со мной подружился один симпатичный журналист по имени Абрам. Абрам меня взял за рукав на улице и привел в редакцию одной большой газеты, в которой он работал…
Около 1932 года А. Эрлих возглавил отдел литературы и искусства в газете «Правда», собрав вокруг него коллектив писателей, очеркистов и фельетонистов, куда наряду с М .Кольцовым, Б. Левиным, В. Герасимовой, К. Фединым привлёк И. Ильфа и Е. Петрова, обеспечив им этим самым несколько лет почти спокойной работы; выгораживал их перед руководством газеты.
Печатался в «Правде» и других газетах.
Автор сценария для фильма Солистка балета (1946), снятого на киностудии Ленфильм.
Жена — поэт Зинаида Николаевна Александрова (1907—1983).
Похоронен в Москве на 10 участке Введенского кладбища.

## Избранная библиография
- Рассказы. М. Гудок. 1926,
- Зимние дни. Рассказы. М: Огонёк. (1929),
- Средний человек (сборник рассказов, 2-е изд., М: Советский писатель, 1935),
- Обновление (сборник рассказов, М: Советский писатель, 1940),
- Военные рассказы (Чайка; В поездке; Встреча. М: Правда., 1940)
- Мёртвое сердце (рассказ, 1941)
- Жизнь впереди (1955),
- Многие годы: сборник повестей и рассказов (1956),
- Молодые люди (1958),
- Нас учила жизнь. М: «Советский писатель». 1960,
- Куда зовут ракеты: сборник повестей и рассказов (1963) и др.

### О театре
- «Путь» (Московский рабочий художественный театр). Правда. 1933. № 86. 28 марта